# Chloridolum ducale
Chloridolum ducale är en skalbaggsart som först beskrevs av Newman 1840.  Chloridolum ducale ingår i släktet Chloridolum och familjen långhorningar.
Artens utbredningsområde är Samoa. Inga underarter finns listade i Catalogue of Life.